# Flèche wallonne 2014
Cet article traite uniquement de la compétition masculine. Pour les résultats de la compétition féminine, voir Flèche wallonne féminine.
La 78e édition de la Flèche wallonne a eu lieu le 23 avril 2014. Il s'agit de la 12e épreuve de l'UCI World Tour 2014.

## Présentation

### Parcours
| Num | Nom                   | km    | Longueur (m) | Pente moyenne | km de l'arrivée |
| --- | --------------------- | ----- | ------------ | ------------- | --------------- |
| 1   | Côte de Bellaire      | 84    | 1 000        | 6,8 %         | 115             |
| 2   | Côte d'Ahin           | 101   | 2 100        | 5,9 %         | 98              |
| 3   | Mur de Huy            | 111,5 | 1 300        | 9,3 %         | 87,5            |
| 4   | Côte d'Ereffe         | 124,5 | 2 200        | 5,9 %         | 74,5            |
| 5   | Côte de Bellaire      | 143,5 | 1 000        | 6,8 %         | 55,5            |
| 6   | Côte de Bohissau      | 151   | 1 300        | 7,6 %         | 48              |
| 7   | Côte de Bousalle (nl) | 154   | 1 700        | 4,9 %         | 45              |
| 8   | Côte d'Ahin           | 165   | 2 100        | 5,9 %         | 34              |
| 9   | Mur de Huy            | 175,5 | 1 300        | 9,3 %         | 23,5            |
| 10  | Côte d'Ereffe         | 188,5 | 2 200        | 5,9 %         | 10,5            |
| 11  | Mur de Huy            | 199   | 1 300        | 9,3 %         | 0               |

### Équipes
L'organisateur Amaury Sport Organisation a communiqué la liste des trois équipes invitées le 28 février 2014. Vingt-cinq équipes participent à cette Flèche wallonne - dix-huit ProTeams et sept équipes continentales professionnelles :
| UCI ProTeams            | UCI ProTeams | UCI ProTeams |
| Nom de l'équipe         | Pays         | Code         |
| ----------------------- | ------------ | ------------ |
| AG2R La Mondiale        | France       | ALM          |
| Astana                  | Kazakhstan   | AST          |
| Belkin                  | Pays-Bas     | BEL          |
| BMC Racing              | États-Unis   | BMC          |
| Cannondale              | Italie       | CAN          |
| Europcar                | France       | EUC          |
| FDJ.fr                  | France       | FDJ          |
| Garmin-Sharp            | États-Unis   | GRS          |
| Giant-Shimano           | Pays-Bas     | GIA          |
| Katusha                 | Russie       | KAT          |
| Lampre-Merida           | Italie       | LAM          |
| Lotto-Belisol           | Belgique     | LTB          |
| Movistar                | Espagne      | MOV          |
| Omega Pharma-Quick Step | Belgique     | OPQ          |
| Orica-GreenEDGE         | Australie    | OGE          |
| Sky                     | Royaume-Uni  | SKY          |
| Tinkoff-Saxo            | Russie       | TCS          |
| Trek Factory Racing     | États-Unis   | TFR          |

| Équipes continentales professionnelles | Équipes continentales professionnelles | Équipes continentales professionnelles |
| Nom de l'équipe                        | Pays                                   | Code                                   |
| -------------------------------------- | -------------------------------------- | -------------------------------------- |
| Cofidis                                | France                                 | COF                                    |
| Colombia                               | Colombie                               | COL                                    |
| IAM                                    | Suisse                                 | IAM                                    |
| MTN-Qhubeka                            | Afrique du Sud                         | MTN                                    |
| Topsport Vlaanderen-Baloise            | Belgique                               | TSV                                    |
| UnitedHealthcare                       | États-Unis                             | UHC                                    |
| Wanty-Groupe Gobert                    | Belgique                               | WGG                                    |

### Favoris
Le Belge Philippe Gilbert (BMC Racing), vainqueur en 2011 est vu comme le principal favori grâce à ses succès récents sur la Flèche Brabançonne et l'Amstel Gold Race. Les Espagnols Daniel Moreno (Katusha) et Alejandro Valverde (Movistar) semblent être ses principaux rivaux. Un autre Espagnol, Joaquim Rodríguez (Katusha), fait partie des candidats à la victoire mais sa chute sur l'Amstel Gold Race pourrait le ralentir dans sa quête. (merci Nathan)

## Classement final
|    | Coureur            | Pays     | Équipe                  |    | Temps           | Points UCI |
| -- | ------------------ | -------- | ----------------------- | -- | --------------- | ---------- |
| 1  | Alejandro Valverde | Espagne  | Movistar                | en | 4 h 36 min 45 s | 80         |
| 2  | Daniel Martin      | Irlande  | Garmin-Sharp            | +  | 3 s             | 60         |
| 3  | Michał Kwiatkowski | Pologne  | Omega Pharma-Quick Step |    | 4 s             | 50         |
| 4  | Bauke Mollema      | Pays-Bas | Belkin                  |    | 4 s             | 40         |
| 5  | Tom-Jelte Slagter  | Pays-Bas | Garmin-Sharp            |    | 6 s             | 30         |
| 6  | Jelle Vanendert    | Belgique | Lotto-Belisol           |    | 6 s             | 22         |
| 7  | Michael Albasini   | Suisse   | Orica-GreenEDGE         |    | 8 s             | 14         |
| 8  | Roman Kreuziger    | Tchéquie | Tinkoff-Saxo            |    | 8 s             | 10         |
| 9  | Daniel Moreno      | Espagne  | Katusha                 |    | 11 s            | 6          |
| 10 | Philippe Gilbert   | Belgique | BMC Racing              |    | 15 s            | 2          |

## Liste des participants
- Liste de départ complète

| Légende | Légende                                                                    | Légende | Légende                                                    |
| ------- | -------------------------------------------------------------------------- | ------- | ---------------------------------------------------------- |
| Num     | Dossard de départ porté par le coureur sur cette Flèche wallonne           | Pos     | Position à l'arrivée de la course                          |
|         | Indique un maillot de champion national ou mondial, suivi de sa spécialité | NP      | Indique un coureur qui n'a pas pris le départ de la course |
| AB      | Indique un coureur qui n'a pas terminé la course                           | HD      | Indique un coureur qui a terminé la course hors des délais |

| Katusha KAT | Katusha KAT             | Katusha KAT |
| ----------- | ----------------------- | ----------- |
| Num         | Coureur                 | Pos         |
| 1           | Daniel Moreno (ESP)     | 9e          |
| 2           | Giampaolo Caruso (ITA)  | 33e         |
| 3           | Alexandr Kolobnev (RUS) | 48e         |
| 4           | Dmitry Kozontchuk (RUS) | AB          |
| 5           | Alberto Losada (ESP)    | 110e        |
| 6           | Joaquim Rodríguez (ESP) | 70e         |
| 7           | Ángel Vicioso (ESP)     | 73e         |
| 8           | Eduard Vorganov (RUS)   | 49e         |

| Sky SKY | Sky SKY                  | Sky SKY |
| ------- | ------------------------ | ------- |
| Num     | Coureur                  | Pos     |
| 11      | Peter Kennaugh (GBR)     | AB      |
| 12      | Nathan Earle (AUS)       | AB      |
| 13      | Joshua Edmondson (USA)   | AB      |
| 14      | David López García (ESP) | 126e    |
| 15      | Danny Pate (USA)         | 135e    |
| 16      | Ben Swift (GBR)          | AB      |
| 17      |                          |         |
| 18      |                          |         |

| AG2R La Mondiale ALM | AG2R La Mondiale ALM      | AG2R La Mondiale ALM |
| -------------------- | ------------------------- | -------------------- |
| Num                  | Coureur                   | Pos                  |
| 21                   | Carlos Betancur (COL)     | 36e                  |
| 22                   | Romain Bardet (FRA)       | 35e                  |
| 23                   | Guillaume Bonnafond (FRA) | 131e                 |
| 24                   | Mikaël Cherel (FRA)       | 39e                  |
| 25                   | Ben Gastauer (LUX)        | 55e                  |
| 26                   | Sébastien Minard (FRA)    | 65e                  |
| 27                   | Matteo Montaguti (ITA)    | 66e                  |
| 28                   | Christophe Riblon (FRA)   | AB                   |

| Garmin-Sharp GRS | Garmin-Sharp GRS           | Garmin-Sharp GRS |
| ---------------- | -------------------------- | ---------------- |
| Num              | Coureur                    | Pos              |
| 31               | Daniel Martin (IRL)        | 2e               |
| 32               | Thomas Dekker (NED)        | AB               |
| 33               | Nathan Haas (AUS)          | 58e              |
| 34               | Ryder Hesjedal (CAN)       | AB               |
| 35               | Alex Howes (USA)           | 38e              |
| 36               | Ramūnas Navardauskas (LTU) | 85e              |
| 37               | Tom-Jelte Slagter (NED)    | 5e               |
| 38               | Fabian Wegmann (GER)       | 77e              |

| Omega Pharma-Quick Step OPQ | Omega Pharma-Quick Step OPQ      | Omega Pharma-Quick Step OPQ |
| --------------------------- | -------------------------------- | --------------------------- |
| Num                         | Coureur                          | Pos                         |
| 41                          | Michał Kwiatkowski (POL) (Route) | 3e                          |
| 42                          | Jan Bakelants (BEL)              | 43e                         |
| 43                          | Gianluca Brambilla (ITA)         | 54e                         |
| 44                          | Michał Gołaś (POL)               | 119e                        |
| 45                          | Serge Pauwels (BEL)              | 93e                         |
| 46                          | Wout Poels (NED)                 | 12e                         |
| 47                          | Pieter Serry (BEL)               | 62e                         |
| 48                          | Carlos Verona (ESP)              | 100e                        |

| Movistar MOV | Movistar MOV                | Movistar MOV |
| ------------ | --------------------------- | ------------ |
| Num          | Coureur                     | Pos          |
| 51           | Alejandro Valverde (ESP)    | 1er          |
| 52           | Imanol Erviti (ESP)         | AB           |
| 53           | John Gadret (FRA)           | 52e          |
| 54           | José Iván Gutiérrez (ESP)   | AB           |
| 55           | Jesús Herrada (ESP) (Route) | 41e          |
| 56           | Beñat Intxausti (ESP)       | 121e         |
| 57           | Gorka Izagirre (ESP)        | 22e          |
| 58           | Ion Izagirre (ESP)          | 71e          |

| Belkin BEL | Belkin BEL                 | Belkin BEL |
| ---------- | -------------------------- | ---------- |
| Num        | Coureur                    | Pos        |
| 61         | Bauke Mollema (NED)        | 4e         |
| 62         | Jack Bobridge (AUS)        | AB         |
| 63         | Stef Clement (NED)         | 90e        |
| 64         | Jonathan Hivert (FRA)      | 116e       |
| 65         | Paul Martens (GER)         | 13e        |
| 66         | Lars Petter Nordhaug (NOR) | 26e        |
| 67         | David Tanner (AUS)         | 144e       |
| 68         | Laurens ten Dam (NED)      | 30e        |

| Cannondale CAN | Cannondale CAN             | Cannondale CAN |
| -------------- | -------------------------- | -------------- |
| Num            | Coureur                    | Pos            |
| 71             | Marco Marcato (ITA)        | 57e            |
| 72             | Alberto Bettiol (ITA)      | 98e            |
| 73             | Alessandro De Marchi (ITA) | 125e           |
| 74             | Michel Koch (GER)          | 140e           |
| 75             | Jean-Marc Marino (FRA)     | 32e            |
| 76             | Matej Mohorič (SLO)        | 137e           |
| 77             | Daniele Ratto (ITA)        | 120e           |
| 78             | Davide Villella (ITA)      | 99e            |

| Lampre-Merida LAM | Lampre-Merida LAM       | Lampre-Merida LAM |
| ----------------- | ----------------------- | ----------------- |
| Num               | Coureur                 | Pos               |
| 81                | Rui Costa (POR) (Route) | 53e               |
| 82                | Matteo Bono (ITA)       | 115e              |
| 83                | Mattia Cattaneo (ITA)   | 138e              |
| 84                | Damiano Cunego (ITA)    | 69e               |
| 85                | Kristijan Đurasek (CRO) | 114e              |
| 86                | Nélson Oliveira (POR)   | AB                |
| 87                | Diego Ulissi (ITA)      | 17e               |
| 88                | Rafael Valls (ESP)      | 113e              |

| BMC Racing BMC | BMC Racing BMC          | BMC Racing BMC |
| -------------- | ----------------------- | -------------- |
| Num            | Coureur                 | Pos            |
| 91             | Philippe Gilbert (BEL)  | 10e            |
| 92             | Darwin Atapuma (COL)    | 86e            |
| 93             | Marcus Burghardt (GER)  | 122e           |
| 94             | Ben Hermans (BEL)       | 45e            |
| 95             | Amaël Moinard (FRA)     | 67e            |
| 96             | Samuel Sánchez (ESP)    | 34e            |
| 97             | Lawrence Warbasse (USA) | AB             |
| 98             | Danilo Wyss (SUI)       | AB             |

| Trek Factory Racing TFR | Trek Factory Racing TFR   | Trek Factory Racing TFR |
| ----------------------- | ------------------------- | ----------------------- |
| Num                     | Coureur                   | Pos                     |
| 101                     | Fränk Schleck (LUX)       | 56e                     |
| 102                     | Julián Arredondo (COL)    | 11e                     |
| 103                     | Matthew Busche (USA)      | 112e                    |
| 104                     | Fabio Felline (ITA)       | 145e                    |
| 105                     | Bob Jungels (LUX) (Route) | 143e                    |
| 106                     | Andy Schleck (LUX)        | AB                      |
| 107                     | Boy van Poppel (NED)      | AB                      |
| 108                     | Calvin Watson (AUS)       | AB                      |

| Tinkoff-Saxo TCS | Tinkoff-Saxo TCS           | Tinkoff-Saxo TCS |
| ---------------- | -------------------------- | ---------------- |
| Num              | Coureur                    | Pos              |
| 111              | Roman Kreuziger (CZE)      | 8e               |
| 112              | Michael Valgren (DEN)      | AB               |
| 113              | Edward Beltrán (COL)       | 128e             |
| 114              | Jesper Hansen (DEN)        | 108e             |
| 115              | Karsten Kroon (NED)        | 95e              |
| 116              | Bruno Pires (POR)          | AB               |
| 117              | Chris Anker Sørensen (DEN) | 37e              |
| 118              | Rory Sutherland (AUS)      | 109e             |

| FDJ.fr FDJ | FDJ.fr FDJ                    | FDJ.fr FDJ |
| ---------- | ----------------------------- | ---------- |
| Num        | Coureur                       | Pos        |
| 121        | Pierrick Fédrigo (FRA)        | AB         |
| 122        | Arnold Jeannesson (FRA)       | AB         |
| 123        | Laurent Mangel (FRA)          | AB         |
| 124        | Laurent Pichon (FRA)          | 83e        |
| 125        | Anthony Roux (FRA)            | 124e       |
| 126        | Jérémy Roy (FRA)              | 46e        |
| 127        | Benoît Vaugrenard (FRA)       | 44e        |
| 128        | Jussi Veikkanen (FIN) (Route) | 136e       |

| Orica-GreenEDGE OGE | Orica-GreenEDGE OGE            | Orica-GreenEDGE OGE |
| ------------------- | ------------------------------ | ------------------- |
| Num                 | Coureur                        | Pos                 |
| 131                 | Michael Albasini (SUI)         | 7e                  |
| 132                 | Simon Clarke (AUS)             | 16e                 |
| 133                 | Christian Meier (CAN)          | AB                  |
| 134                 | Cameron Meyer (AUS)            | 47e                 |
| 135                 | Ivan Santaromita (ITA) (Route) | 27e                 |
| 136                 | Pieter Weening (NED)           | 72e                 |
| 137                 | Adam Yates (GBR)               | 97e                 |
| 138                 | Simon Yates (GBR)              | 78e                 |

| IAM | IAM                         | IAM  |
| --- | --------------------------- | ---- |
| Num | Coureur                     | Pos  |
| 141 | Mathias Frank (SUI)         | 15e  |
| 142 | Jonathan Fumeaux (SUI)      | 134e |
| 143 | Reto Hollenstein (SUI)      | 84e  |
| 144 | Pirmin Lang (SUI)           | AB   |
| 145 | Gustav Larsson (SWE)        | 130e |
| 146 | Thomas Lövkvist (SWE)       | 42e  |
| 147 | Sébastien Reichenbach (SUI) | 24e  |
| 148 | Marcel Wyss (SUI)           | 101e |

| Giant-Shimano GIA | Giant-Shimano GIA         | Giant-Shimano GIA |
| ----------------- | ------------------------- | ----------------- |
| Num               | Coureur                   | Pos               |
| 151               | Warren Barguil (FRA)      | 23e               |
| 152               | Thomas Damuseau (NED)     | 104e              |
| 153               | Tom Dumoulin (NED)        | 21e               |
| 154               | Johannes Fröhlinger (GER) | AB                |
| 155               | Thierry Hupond (FRA)      | 103e              |
| 156               | Ji Cheng (CHN)            | AB                |
| 157               | Daan Olivier (NED)        | 25e               |
| 158               | Thomas Peterson (USA)     | AB                |

| Astana AST | Astana AST              | Astana AST |
| ---------- | ----------------------- | ---------- |
| Num        | Coureur                 | Pos        |
| 161        | Vincenzo Nibali (ITA)   | 14e        |
| 162        | Jakob Fuglsang (DEN)    | 19e        |
| 163        | Enrico Gasparotto (ITA) | 94e        |
| 164        | Andriy Grivko (UKR)     | 79e        |
| 165        | Maxim Iglinskiy (KAZ)   | 89e        |
| 166        | Tanel Kangert (EST)     | 102e       |
| 167        | Alexey Lutsenko (KAZ)   | AB         |
| 168        | Lieuwe Westra (NED)     | 64e        |

| Colombia COL | Colombia COL              | Colombia COL |
| ------------ | ------------------------- | ------------ |
| Num          | Coureur                   | Pos          |
| 171          | Edwin Ávila (COL)         | 92e          |
| 172          | Robinson Chalapud (COL)   | 87e          |
| 173          | Edward Díaz (COL)         | AB           |
| 174          | Darwin Pantoja (COL)      | AB           |
| 175          | Jonathan Paredes (COL)    | AB           |
| 176          | Jeffry Romero (COL)       | AB           |
| 177          | Rodolfo Torres (COL)      | 59e          |
| 178          | Juan Pablo Valencia (COL) | AB           |

| Lotto-Belisol LTB | Lotto-Belisol LTB           | Lotto-Belisol LTB |
| ----------------- | --------------------------- | ----------------- |
| Num               | Coureur                     | Pos               |
| 181               | Jelle Vanendert (BEL)       | 6e                |
| 182               | Sander Armée (BEL)          | AB                |
| 183               | Bart De Clercq (BEL)        | 50e               |
| 184               | Gert Dockx (BEL)            | AB                |
| 185               | Tony Gallopin (FRA)         | 60e               |
| 186               | Jurgen Van den Broeck (BEL) | 20e               |
| 187               | Dennis Vanendert (BEL)      | 106e              |
| 188               | Tim Wellens (BEL)           | 61e               |

| Wanty-Groupe Gobert WGG | Wanty-Groupe Gobert WGG  | Wanty-Groupe Gobert WGG |
| ----------------------- | ------------------------ | ----------------------- |
| Num                     | Coureur                  | Pos                     |
| 191                     | Thomas Degand (BEL)      | 29e                     |
| 192                     | Jérôme Baugnies (BEL)    | 117e                    |
| 193                     | Francis De Greef (BEL)   | 76e                     |
| 194                     | Grégory Habeaux (BEL)    | AB                      |
| 195                     | Marco Minnaard (NED)     | AB                      |
| 196                     | Mirko Selvaggi (ITA)     | AB                      |
| 197                     | Kevin Seeldraeyers (BEL) | 118e                    |
| 198                     | Nico Sijmens (BEL)       | AB                      |

| Europcar EUC | Europcar EUC           | Europcar EUC |
| ------------ | ---------------------- | ------------ |
| Num          | Coureur                | Pos          |
| 201          | Pierre Rolland (FRA)   | 63e          |
| 202          | Natnael Berhane (ERI)  | 81e          |
| 203          | Bryan Coquard (FRA)    | AB           |
| 204          | Cyril Gautier (FRA)    | 31e          |
| 205          | Christophe Kern (FRA)  | AB           |
| 206          | Perrig Quéméneur (FRA) | 111e         |
| 207          | Romain Sicard (FRA)    | 51e          |
| 208          | Angélo Tulik (FRA)     | AB           |

| Topsport Vlaanderen-Baloise TSV | Topsport Vlaanderen-Baloise TSV | Topsport Vlaanderen-Baloise TSV |
| ------------------------------- | ------------------------------- | ------------------------------- |
| Num                             | Coureur                         | Pos                             |
| 211                             | Preben Van Hecke (BEL)          | 123e                            |
| 212                             | Victor Campenaerts (BEL)        | 80e                             |
| 213                             | Kenny De Ketele (BEL)           | AB                              |
| 214                             | Pieter Jacobs (BEL)             | 88e                             |
| 215                             | Eliot Lietaer (BEL)             | 68e                             |
| 216                             | Thomas Sprengers (BEL)          | 28e                             |
| 217                             | Arthur Vanoverberghe (BEL)      | AB                              |
| 218                             | Pieter Vanspeybrouck (BEL)      | 141e                            |

| UnitedHealthcare UHC | UnitedHealthcare UHC     | UnitedHealthcare UHC |
| -------------------- | ------------------------ | -------------------- |
| Num                  | Coureur                  | Pos                  |
| 221                  | Martijn Maaskant (NED)   | AB                   |
| 222                  | Alessandro Bazzana (ITA) | 129e                 |
| 223                  | Jonathan Clarke (AUS)    | AB                   |
| 224                  | Marc de Maar (NED)       | AB                   |
| 225                  | Lucas Euser (USA)        | 139e                 |
| 226                  | Davide Frattini (ITA)    | 142e                 |
| 227                  | Christopher Jones (USA)  | AB                   |
| 228                  | Kiel Reijnen (USA)       | AB                   |

| Cofidis COF | Cofidis COF                 | Cofidis COF |
| ----------- | --------------------------- | ----------- |
| Num         | Coureur                     | Pos         |
| 231         | Daniel Navarro (ESP)        | AB          |
| 232         | Jérôme Coppel (FRA)         | 40e         |
| 233         | Guillaume Levarlet (FRA)    | 75e         |
| 234         | Luis Ángel Maté (ESP)       | 82e         |
| 235         | Rudy Molard (FRA)           | 18e         |
| 236         | Julien Simon (FRA)          | 127e        |
| 237         | Rein Taaramäe (EST) (Route) | 105e        |
| 238         | Romain Zingle (BEL)         | 91e         |

| MTN-Qhubeka MTN | MTN-Qhubeka MTN           | MTN-Qhubeka MTN |
| --------------- | ------------------------- | --------------- |
| Num             | Coureur                   | Pos             |
| 211             | Linus Gerdemann (GER)     | 96e             |
| 212             | Ignatas Konovalovas (LTU) | AB              |
| 213             | Merhawi Kudus (ERI)       | 74e             |
| 214             | Youcef Reguigui (ALG)     | AB              |
| 215             | Jay Robert Thomson (RSA)  | 132e            |
| 216             | Dennis van Niekerk (RSA)  | 133e            |
| 217             | Johann van Zyl (RSA)      | AB              |
| 218             | Jacobus Venter (RSA)      | 107e            |